# مجموعة بي أيه للإستشارات
مجموعة بي أيه للإستشارات (إدارة شؤون الموظفين سابقًا) هي شركة استشارية متخصصة في الإستراتيجيات والتكنولوجيا والابتكار. تأسست لدعم جهود الحرب في المملكة المتحدة في عام 1943 من قبل إرنست إي بوتن وتوم إتش كيركهام والدكتور ديفيد سيمور، الذين قاموا بتدوين نهج محوره الإنسان لتعزيز الإنتاجية، نمت المجموعة لتصبح أكبر شركة استشارية إدارية في العالم من حيث عدد الموظفين في عام 1970.
اليوم، توظف مجموعة بي أيه للإستشارات أكثر من 3200 شخص على مستوى العالم. وقد استحوذت أيضًا على سبع شركات استشارية متخصصة وابتكار منذ ديسمبر 2017 - نيراس، شركة استشارات طيران دولية مقرها المملكة المتحدة؛  سباركر، شركة استشارية في مجال الرؤية الرقمية والاستراتيجية ومقرها لندن. تصميم أساسي ومقره بوسطن، ماساتشوستس، إستراتيجية ابتكار وأعمال لتصميم المنتجات؛  وي أر فرايداي، ومقرها لندن، وهي وكالة تصميم وهندسة للخدمات الرقمية. فور إيننو، شركة ابتكار مقرها في سينسيناتي، أوهايو؛  أسترو ستوديوز، وهي وكالة لاستراتيجيات العلامات التجارية وتصميم المنتجات مقرها في سان فرانسيسكو كاليفورنيا،  وكوبر بيركنز، وهي شركة تطوير وهندسة تكنولوجية لها مكاتب في بوسطن وسان فرانسيسكو.
لديها عملاء في كل من القطاعين العام والخاص، بدءًا من الشركات الناشئة إلى الحكومات الوطنية. على وجه التحديد، هي متخصصة في سبع صناعات: المستهلك والتصنيع. الدفاع والأمن، الطاقة والمرافق، الخدمات المالية، الخدمات العامة، الرعاية الصحية وعلوم الحياة، والنقل. تعمل في هذه الصناعات من مكاتب في جميع أنحاء المملكة المتحدة والولايات المتحدة ودول الشمال وهولندا. وهي أيضًا عضو في CE100 لمؤسسة إيلين ماك آرثر  وهي مجموعة من المنظمات العالمية التي تتجه نحو اقتصاد دائري، والميثاق العالمي للأمم المتحدة، وهو ميثاق غير ملزم للأمم المتحدة يشجع الشركات على تبني ممارسات مستدامة، ووي بروتكت جلوبال أليانس،  شبكة من الحكومات والشركات تهدف إلى معالجة استغلال الأطفال وإساءة معاملتهم عبر الإنترنت. أنتجت السلطة الفلسطينية أيضًا أول تقييمين للتهديدات العالمية لصالح وي بروتكت. 
الشركة مملوكة للقطاع الخاص، حيث تمتلك مجموعة جاكوبس الهندسية 65٪ من الأسهم والنسبة المتبقية البالغة 35٪ مملوكة لموظفين حاليين وسابقين. يمكن للموظفين شراء الأسهم خلال فترة تداول الأسهم السنوية.

## روابط خارجية
- الموقع الرسمي